# Sympiesis stigmatipennis
Sympiesis stigmatipennis är en stekelart som beskrevs av Girault 1917. Sympiesis stigmatipennis ingår i släktet Sympiesis och familjen finglanssteklar. Inga underarter finns listade i Catalogue of Life.